# Savatage
Savatage is een progressieve-metalband opgericht door de broers Jon en Criss Oliva in 1978 in Tarpon Springs, Florida. Ze vormden eerst de groep Avatar die later bij het persen van de eerste elpee veranderd werd in Savatage omdat er in Europa al een band bestond met de naam Avatar. In het begin was het vooral een heavymetalband met speedmetalinvloeden en sterke gitaarriffs.

## Biografie
Savatage staat bekend om hun vele conceptalbums. In 1983 kwam hun debuutalbum "Sirens" uit. Daarna volgden nog elf albums, waarvan het laatste in 2001 verscheen. Vanaf het zesde album "Gutter Ballet" sloeg de band een meer progressieve weg in.
In 1991 maakte Savatage een rockopera genaamd Streets, die tegenwoordig door velen beschouwd wordt als het hoogtepunt in de Savatage-discografie. In 1992 kwam zanger Zachary Stevens de band versterken. Hij nam de leadzang over van Jon Oliva. Jon bleef nog wel actief in de band als songwriter, toetsenist, producer  en achtergrondzanger. In 1993 kreeg gitarist Criss Oliva een dodelijk ongeluk. Hij werd door een dronken automobilist aangereden. De band besloot ondanks dit verlies door te gaan.
Savatage begon bij sommige nummers (zoals "Chance" op Handful of Rain) ook gebruik te maken van meerstemmige zang. Alex Skolnick kwam tijdelijk bij de band om Criss Oliva te vervangen. In 2000 verliet Zachary (Zak) Stevens de band, om in 2003 de band Circle II Circle te vormen. De bandleden van Circle II Circle stonden van 2005-2010 Jon Oliva's Pain bij. Jon Oliva's Pain wordt door velen gezien als de opvolger van Savatage ondanks een interview met het Nederlandse hardrock- en heavymetaltijdschrift Aardschok uit juni 2006 met Jon Oliva, waarin hij zei nog één Savatage-album te willen maken met daarnaast een live-cd en dvd. Later sprak hij dit weer tegen in andere media en kwamen er tot en met 2010 vier albums van Jon Oliva's Pain uit. In 2010 verscheen daadwerkelijk een nieuwe dubbel-cd/dvd, met live-materiaal en wat nieuw materiaal. Het nieuwe materiaal bestond uit drie akoestische nummers van Jon Oliva zelf.
In 2015 toerde Savatage met het Trans-Siberian Orchestra als één grote band. Op die manier was Savatage weer deels terug voor de fans.
In 2024 maakte Savatage hun reünie bekend. Er staan optredens gepland op het Monsters of Rock-festival in Brazilië en Chili voor april 2025.

## Studioalbums
1. Sirens (1983)
2. The Dungeons Are Calling (1984)
3. Power Of The Night (1985)
4. Fight For The Rock (1986)
5. Hall Of The Mountain King (1987)
6. Gutter Ballet (1989)
7. Streets: A Rock Opera (1991)
8. Edge Of Thorns (1993)
9. Handful Of Rain (1994)
10. Dead Winter Dead (1995)
11. The Wake Of Magellan (1997) (in sommige landen 1998)
12. Poets And Madmen (2001)

## Bandleden
- Zachary Stevens – zang (1992-2000, vanaf 2014)
- Jon Oliva - zang, gitaar en keyboards
- Chris Caffery - gitaar en achtergrondzang
- Al Pitrelli - gitaar
- Johnny Lee Middleton – basgitaar
- Jeff Plate – drums
  - Jon Oliva - drums op het album "Handful of Rain"

## Voormalige bandleden
- Criss Oliva (Christopher Oliva) – gitaar (1978-1993) (†)
- Steve Wacholz – drums (1980-1993)
- Keith Collins – basgitaar (1981-1985)
- John Zahner - keyboards (1991-1992)
- Alex Skolnick - gitaar (1994)
- Jack Frost – gitaar (2001-2002)
- Damond Jiniya – zang (2001-2002)
- + een aantal gastmuzikanten waaronder Jeff Waters (2002, tijdens de tour in plaats van Jack Frost)